# Връшняк
Връшнякът (Bruckenthalia spiculifolia) е вечнозелен храст от семейство Пиренови (Ericaceae) с височина 10 – 25 cm.

## Описание
Храстът е с приповдигащи се, гъсто космати клонки. Има линейно-игловидна форма на листата, с дължина от 3 до 6 mm и ширина от 0,5 до 1 mm. Връшнякът цъфти от май до август. Цветовете му са четириделни, групирани във връхни, къси гроздовидни съцветия, вариращи на цвят от ярко розово до червено. Плодът представлява кутийка с дължина около 2 mm.

## Разпространение
Видът е разпространен в Югоизточна Европа (включително Южните Карпати) и Югозападна Азия.
В България се среща във всички планини в пояса между 1500 и 2300 m, но с най-голямо разпространение е в Стара планина, в района на връх Три кукли, между Рибаришкия проход и връх Косица, както и в Осоговска планина. Много от находищата на вида попадат в защитени територии като националните паркове „Рила“, „Пирин“, „Централен Балкан“, природен парк „Витоша“ и др., и защитени зони от Европейската екологична мрежа НАТУРА 2000.
Характерните за връшняка местообитания са сухи каменисти и скалисти места, с преобладаващи слънчеви изложения. Вирее върху кисели почви от типа планинско-ливадни или кафяви горски. Среща се и из торфища и редки иглолистни гори.